# Masséna (couraçado)
O Masséna foi um couraçado pré-dreadnought operado pela Marinha Nacional Francesa, membro de um grupo de cinco navios semelhantes entre si que também tinha o Charles Martel, Carnot, Jauréguiberry e Bouvet. Sua construção começou em setembro de 1892 na Ateliers et Chantiers de la Loire e foi lançado ao mar em julho de 1895, sendo comissionado em junho de 1898. Era armado com uma bateria principal composta por dois canhões de 305 milímetros montados em duas torres de artilharia únicas e dois canhões de 274 milímetros também em duas torres únicas, tinha um deslocamento de quase doze mil toneladas e conseguia alcançar uma velocidade máxima de dezessete nós.
O Masséna teve carreira foi tranquila e sem muitos incidentes. Ele inicialmente atuou como capitânia da Esquadra do Norte da frota francesa até ser transferido em 1903 para a Divisão de Reserva da Esquadra do Mediterrâneo. Foi periodicamente reativado pelos anos seguintes a fim de participar de exercícios de treinamento com o resto da frota, retornando para a reserva definitivamente em 1913. Foi completamente despojado em 1915, sendo deliberadamente afundado em novembro do mesmo ano com o objetivo de formar um quebra-mar em Cabo Helles para proteger os navios que evacuaram o exército Aliado após a derrota na Campanha de Galípoli, durante a Primeira Guerra Mundial.

## Projeto
Em 1889, a Marinha Real aprovou a Lei de Defesa Naval que resultou na construção de oito encouraçados da classe Royal Sovereign; esta grande expansão do poder naval levou o governo francês a aprovar a sua resposta, a Lei Naval de 1890. A lei previa um total de vinte e quatro encouraçados de esquadra e uma série de outras embarcações, incluindo navios de defesa costeira, cruzadores e torpedeiros. A primeira etapa do programa seria um grupo de quatro navios de guerra de esquadrão construídos com designs diferentes, mas que atendessem às mesmas características básicas, incluindo blindagem, armamento e deslocamento. O alto comando naval emitiu os requisitos básicos em 24 de dezembro de 1889; deslocamento não excederia catorze mil toneladas, o armamento primário consistiria em canhões de 340 e 270 milímetros, o cinturão precisaria ter 450 milímetros de espessura, e os navios deveriam ter uma velocidade máxima de dezessete nós (31 quilômetros por hora). A bateria secundária deveria ter 140 ou 160 milímetros de calibre, com tantas armas instaladas quanto o espaço permitisse.
O projeto básico dos navios foi baseado no encouraçado anterior Brennus, mas em vez de montar a bateria principal toda na linha central, os navios usaram o arranjo em losango do navio anterior Magenta, que movia dois dos canhões da bateria principal para torres únicas nas bordas do casco. Embora a Marinha tenha estipulado que o deslocamento poderia chegar a catorze mil toneladas, considerações políticas, nomeadamente objeções parlamentares aos aumentos das despesas navais, levaram os projetistas a limitar o deslocamento a cerca de doze mil toneladas. Cinco arquitetos navais submeteram propostas a concurso; o projeto do Masséna foi preparado por Louis de Bussy, o Inspetor Geral de Construção Naval, que já havia projetado o ironclad Redoutable e o cruzador blindado Dupuy de Lôme. Embora o programa previsse a construção de quatro navios no primeiro ano, cinco foram finalmente encomendados: Masséna, Charles Martel, Jauréguiberry, Carnot e Bouvet.
Masséna introduziu o arranjo de três eixos para sistemas de propulsão de navios de guerra; todos os navios capitais anteriores usavam duas máquinas a vapor. Este seria o padrão para todos os encouraçados franceses do tipo pré-dreadnought até o início da classe Danton em 1907. Mesmo assim, ele e seus meio-irmãos foram uma decepção no serviço; eles geralmente sofriam de problemas de estabilidade, e Louis-Émile Bertin, o Diretor de Construção Naval no final da década de 1890, referiu-se aos navios como "chavirables" (propensos a virar). Todos os cinco navios se comparavam mal aos seus homólogos britânicos, especialmente aos seus contemporâneos da classe Majestic. Os navios sofriam com a falta de uniformidade de equipamentos, o que dificultava sua manutenção em serviço, e suas baterias mistas de canhões dificultavam a artilharia em condições de combate, pois os respingos de projéteis eram difíceis de diferenciar. Muitos dos problemas que assolavam os navios em serviço decorriam da limitação do seu deslocamento, nomeadamente da sua estabilidade e navegabilidade.

### Características gerais e maquinário
O Masséna tinha 112,65 metros de comprimento entre perpendiculares e tinha uma boca de 20,27 metros e um calado de 8,84 metros. Ele foi projetado para deslocar 11 009 toneladas com carga normal, mas ele estava significativamente acima do peso estipulado quando concluído e deslocava 11 920 toneladas. Isto fez com que o navio ficasse mais baixo na água do que o pretendido, o que submergiu parcialmente o seu cinturão blindado, e em condições menos favoráveis, o cinturão ficava completamente submerso. Ele foi construído com uma proa prolongada para melhorar sua flutuabilidade, o que a distinguia de seus meio-irmãos. Também ao contrário da maioria deles, ele tinha uma superestrutura relativamente mínima, o que evitava o peso do topo que causava problemas nos outros navios. O convés do castelo de proa foi cortado até o convés principal à popa. O navio estava equipado com dois pesados mastros militares com topos de combate. Ele tinha uma tripulação de 667 oficiais e praças.
O Masséna tinha três motores verticais de tripla expansão, cada um acionando um único parafuso, com vapor fornecido por 24 caldeiras aquatubulares Lagrafel d'Allest. As caldeiras eram canalizadas para um par de funis bem espaçados. Seu sistema de propulsão foi avaliado em catorze mil cavalos de força indicados, o que permitiu ao navio navegar a uma velocidade de dezessete nós (31 quilômetros por hora); isso era um nó mais lento do que sua velocidade projetada de dezoito nós (33 quilômetros por hora). Seu fracasso em atingir a velocidade projetada foi em grande parte resultado do fato de ele estar significativamente acima do peso idealizado. Com apenas dois terços de suas caldeiras operando para viagens mais econômicas, esses números caíram para 9 650 cavalos de força indicados e 15,49 nós (28,69 quilômetros por hora), respectivamente. Como construído, ele poderia carregar 650 toneladas de carvão, embora o espaço adicional permitisse até oitocentas toneladas no total.

### Armamento e blindagem
O armamento principal do Masséna consistia em dois Modèle 1893 de 305 milímetros em duas torres de canhão único, uma à frente e outra à ré. Cada torre tinha um arco de fogo de 250°. A colocação da torre do canhão dianteiro perto da proa colocou muito peso muito à frente. Isso exacerbou os problemas de estabilidade do navio e tornou mais difícil o disparo preciso. O encouraçado também tinha dois Modèle 1893 de 274 milímetros em duas torres de canhão único, uma a meia-nau de cada lado, além de contrafeitos sobre o tombamento das laterais do navio. Os canhões de 305 milímetros era uma versão experimental de 45 calibres e tinham uma velocidade inicial de oitocentos metros por segundo, que permitiu que os projéteis penetrassem até 610 milímetros de bindagem de ferro em um alcance de 1 800 metros. Isto era suficientemente poderoso para permitir que os canhões principais do Masséna penetrassem facilmente na blindagem da maioria dos encouraçados contemporâneos. Os canhões de 274 milímetros, também com 45 calibres, tinham uma velocidade inicial semelhante, mas sendo significativamente menores que os de 305 milímetros, podiam penetrar até 460 milímetros de blindagem.
Seu armamento secundário consistia em oito Modèle 1891 de 138 milímetros, que eram montados em torres simples operadas manualmente nos cantos da superestrutura com arcos de fogo de 160°. Para defesa contra torpedeiros, o Masséna transportava oito canhões de disparo rápido de cem milímetros, doze canhões de disparo rápido de 3 libras e oito canhões de 1 libra. Seu conjunto de armamento foi completado por quatro tubos de torpedo de 450 milímetros, dois dos quais submersos no casco do navio, os outros dois em lançadores de convés treináveis.
A blindagem do navio foi construída com aço Harvey fabricado pela Schneider-Creusot. O cinturão tinha 250 a 450 milímetros de espessura e tinha um comprimento de 110 metros. O cinturão terminava a cerca de dez metros da popa, onde era "tampado" com uma antepara transversal de 240 milímetros. O cinturão tinha 2,3 metros de largura. Acima do cinturão estava 101 milímetros de blindagem lateral. As anteparas em cada extremidade do cinturão blindado tinham 240 milímetros. Os canhões da bateria principal foram protegidos com 350 a quatrocentos milímetros de blindagem, e as torres secundárias tinham 99 milímetros de blindagem lateral. O convés blindado principal tinha 69 milímetros de espessura, e o deck de estilhaços abaixo dele tinha 38 milímetros. A torre de comando tinha 350 milímetros de blindagem lateral.

## Serviço

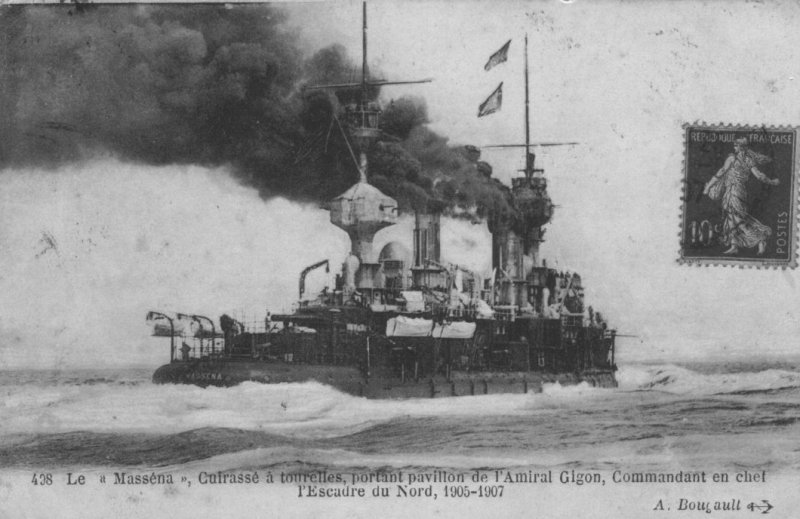
Um postal mostrando Masséna no mar

O batimento de quilha do Masséna ocorreu no estaleiro Ateliers et Chantiers de la Loire em setembro de 1892 e lançado quase três anos depois, em 24 de julho de 1895. Ele foi concluído em junho de 1898 e entrou em serviço na frota francesa. Ao longo da carreira do navio em tempos de paz, ele se ocupou com exercícios de treinamento de rotina que incluíam treinamento de artilharia, manobras combinadas com torpedeiros e submarinos e prática de ataque a fortificações costeiras. O navio foi comissionado a tempo para as manobras do Esquadrão Norte realizadas em julho de 1898. Ele foi designado como capitânia do Esquadrão Norte e hasteou a bandeira do vice-almirante Ménard. Este esquadrão conduziu exercícios anuais de treinamento em junho; no mês seguinte, juntaram-se à Esquadra do Mediterrâneo para manobras de frota combinada.
Em 1900, quatro oficiais de engenharia ficaram gravemente feridos enquanto desmontavam um tubo para consertá-lo. Eles o desmontaram muito rapidamente e foram gravemente escaldados pelo vapor que escapou. Em junho e julho daquele ano, o encouraçado participou de extensas manobras conjuntas conduzidas com a Esquadra do Mediterrâneo; ele ainda era o carro-chefe de Ménard nesse período. A Esquadra do Norte realizou inicialmente as suas próprias manobras em Brest, que incluíram um bloqueio simulado da esquadra em Brest, após o qual a esquadra fez ataques simulados na ilha de Belle Île e na vizinha Quiberon. No início de julho, encontraram a Esquadra do Mediterrâneo ao largo de Lisboa, Portugal, antes que as duas unidades navegassem para o norte, para a Baía de Quiberon, e entrassem em Brest em 9 de julho. O Masséna e o resto do Esquadrão Norte foram encarregados de atacar Cherbourg dois dias depois. As manobras foram concluídas com uma revisão naval em Cherbourg, em 19 de julho, para o presidente Émile Loubet.
Em 1903, o navio foi transferido da Esquadra Norte para o Mediterrâneo, onde foi designado para a Divisão de Reserva junto com seus quatro meio-irmãos e o antigo encouraçado Brennus. Em 18 de agosto, o navio participou de um teste de artilharia com o novo encouraçado Suffren ao largo de Île Longue. Uma placa de aço macio de espessura 550 milímetros, medindo 225 por 95 centímetros, foi fixada na lateral da torre dianteira de Suffren para determinar a resistência de uma placa de blindagem a um projétil de grande calibre. O Masséna ancorou a cem metros de distância de Suffren e disparou uma série de projéteis de 305 milímetros no alvo. Os três primeiros eram projéteis de treinamento que arrancavam lascas da armadura. Os dois últimos projéteis, disparados com carga total, quebraram a placa, mas a torre de Suffren estava totalmente operacional, assim como seu sistema elétrico de controle de fogo Germain e as seis ovelhas colocadas na torre saíram ilesas. Um pedaço da placa atingiu o Masséna acima do cinturão e deixou um buraco de 150 milímetros no casco. Outro fragmento de cinquenta quilogramas caiu a poucos metros do Ministro da Marinha, Camille Pelletan, que observava os testes.

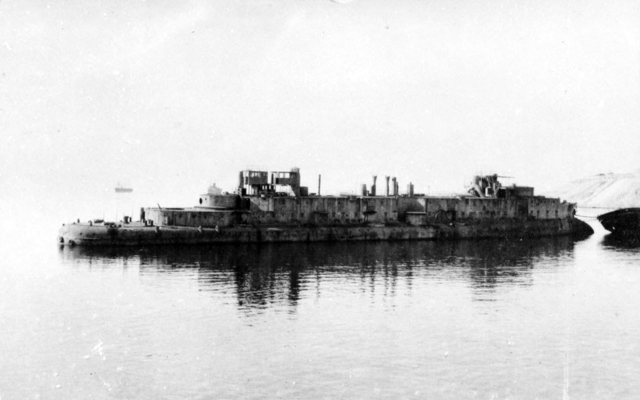
Masséna como quebra-mar perto de Gallipoli em 1915

Durante seu período na Divisão de Reserva, o Masséna foi tripulado com uma tripulação reduzida que seria completada com reservistas navais caso a embarcação precisasse ser acionada para manobras ou para ocupar o lugar de um encouraçado da linha de frente durante uma reforma. O Masséna esteve presente nas manobras da frota de 1907, que mais uma vez viram as Esquadras do Norte e do Mediterrâneo unirem-se para operações de grande escala realizadas ao largo da costa do Marrocos francês e no Mediterrâneo ocidental. Os exercícios consistiram em três fases e tiveram início no dia 2 de julho e conclusão no dia 30 de julho. Em 13 de janeiro de 1908, o navio juntou-se aos couraçados République, Patrie, Gaulois, Charlemagne, Saint Louis e Jauréguiberry para um cruzeiro no Mediterrâneo, primeiro para Golfe-Juan e depois para Villefranche-sur-Mer, onde a esquadra permaneceu por um mês. O Masséna recebeu o presidente Armand Fallières durante uma grande revisão da frota realizada ao largo de Toulon em 4 de setembro de 1911. Em 16 de outubro de 1912, Masséna, Gaulois, Saint Louis, Carnot, Bouvet e Jauréguiberry foram ativados para funções de treinamento como 3º Esquadrão do Esquadrão do Mediterrâneo; em julho de 1913, Charlemagne juntou-se a eles. A esquadra foi dissolvida no dia 11 de novembro e Masséna regressou à reserva.
No início de 1914, o ministro da Marinha francês, Ernest Monis, decidiu descartar o Masséna, devido ao custo de manutenção do obsoleto encouraçado, que já tinha mais de quinze anos. Ele foi reduzida a um navio flutuante incapaz de navegar em 1915. Naquele ano, a Tríplice Entente lançou uma invasão em Galípoli na tentativa de capturar Constantinopla, tirar o Império Otomano da guerra e abrir uma rota para abastecer a Rússia através dos Dardanelos. Velho demais para o serviço ativo, o Masséna não participou da Campanha de Galípoli que se seguiu, que havia parado no final de 1915, não tendo feito nenhum progresso significativo. A Entente decidiu retirar-se da operação, e o antigo encouraçado teve alguma utilidade aqui. O Masséna foi rebocado de Toulon para o Cabo Helles, na Península de Gallipoli, no final de 1915, e afundou lá em 9 de novembro para formar um quebra-mar para proteger o esforço de evacuação que retirou a força expedicionária aliada em janeiro de 1916.